# 藤田正明
藤田 正明（ふじた まさあき、1922年〈大正11年〉1月3日 - 1996年〈平成8年〉5月27日）は日本の実業家、政治家。フジタ、藤和不動産各相談役。広島地方区選出の自由民主党参議院議員。参議院議長（第16代）、総理府総務長官、沖縄開発庁長官、自由民主党参議院議員会長を歴任。

## 経歴
広島県広島市出身。修道高校卒業。1944年、早稲田大学商学部卒業。藤田組（現・フジタ）入社。1962年、同社副社長に就任。
1965年、参院選広島県地方区で初当選、以降連続4度当選。大平派（のち鈴木派）に所属し大蔵政務次官、参院大蔵委員長などを歴任。参院の反三木運動の中心人物として知られ、参院国会対策委員長や自民党参院幹事長などで与野党伯仲下の参院運営に力を発揮した。
1976年、総理府総務長官兼沖縄開発庁長官。1986年、参議院議長に就任、比例代表制の改革に意欲的だったが、病気のため1988年9月辞任した。

## 人物

### 政治家として
政治家志望の青年を集めて勉強会を主宰。勉強会の参加者には藤和不動産の給料の名目で資金援助があり、森喜朗が政治家になる前の失業中に面倒を見てもらったと話している。

### スポーツとのかかわり
正明はサッカーと競馬に関わり、修道高、早大といずれもサッカー選手だった。正明は自身あるいは関連企業を通じてサッカーや競馬に深くかかわった。日本サッカーリーグ（JSL）で3度優勝した「フジタ工業サッカー部（現・湘南ベルマーレ）」、皇后杯全日本女子サッカー選手権大会で優勝した「フジタ天台SCマーキュリー」の創部。正明自身は広島フジタSCのオーナーでもあった。
競馬の馬主としても活動し、阪神馬主協会に加入後、日本馬主協会連合会会長も務めた。トウショウ産業株式会社を立ち上げ、藤正牧場（後にトウショウ牧場へ改称）を設置、「トウショウ」の冠名で知られる。存命中に活躍した著名馬には「天馬」と呼ばれるトウショウボーイ、桜花賞馬シスタートウショウなどがいる。トウショウ産業代表は実子・藤田衛成が継いだが、平成末期に会社を解散させた。
また、兄の一暁はミュンヘンオリンピック100m平泳ぎで金メダルを獲得した田口信教を輩出するなど1970年代に日本の男子水泳の中心となった「フジタドルフィンクラブ」を創設した。

### その他
趣味はゴルフ、囲碁、動物育成。宗教は浄土真宗。住所は広島市南区翠町、東京都渋谷区元代々木町。

## 家族・親族
藤田家
- 祖父・次助[7]
- 父・定市[7]（1889年 - 1973年、実業家、フジタ工業会長、広島商工会議所会頭、藤田組共同創業者で、同社2代目社長）[8] - 広島県賀茂郡中黒瀬村字大多田（現・東広島市黒瀬町）の農家の出身で、広島市で土木建築請負業を営んだ[7]。1945年8月6日の広島市への原子爆弾投下により、東白島町の藤田家は倒壊し定市は自宅で家屋の下敷きとなった[9]。
- 母・マサノ（1900年 - ?、広島、湯川又一の長女）[7][8]
- 兄・一暁[7]（1920年 - 1991年、実業家、フジタ3代目社長）[8]
- 妹[7]
- 妻（広島、大原博夫の三女）[8]
- 長男・雄山（1949年 - 2015年、政治家、前広島県知事）[8]
  - 同妻（佐藤進の長女）[8]
- 二男・公康（実業家、ビーアールホールディングス社長、1950年 - ）[8]
- 三男・衛成（馬主、実業家）[8]
- 長女 藤田祐子（遠藤政夫の長男の妻）[8]

親戚
- 長女の夫の父・遠藤政夫（参議院議員）[8]
- 妻の父・大原博夫（医師、広島県知事）[8]
- 長男の妻の父・佐藤進（佐藤製薬社長）[8]
- 伯父・藤田一郎（藤田組共同創業者で、同社初代社長）
- 甥・藤田一憲（フジタ4代目社長）[8]
- 塩澤護（養命酒製造社長）[8]

## 略歴
- 1944年 - 藤田組入社[2]。
- 1951年 - ミシガン大学留学[10]。
- 1960年 - 同社常務[2]。
- 1962年 - 同社副社長[2]。
- 1965年 - 参院選広島県地方区から出馬し初当選（連続4回）。
- 1976年 - 12月24日、福田赳夫内閣で総理府総務長官兼沖縄開発庁長官に就任。
- 1982年 - 公職選挙法改正案の成立の際、参議院議員会長町村金五の下で参議院幹事長に就任。
- 1983年 - 党参議院議員会長に就任。
- 1986年7月6日 - 衆参同日選挙の参院選で陣頭指揮を執り自民党圧勝する。臨時国会で木村睦男の後任として参議院議長に就任。
- 1988年 - 体調不良を理由に参議院議長を退任、後任には藤田から党参議院議員会長を継いだ土屋義彦が就いた。
- 1989年 - 政界引退。
- 1996年 - 5月27日、死去。享年74。

## 選挙歴
| 当落                       | 選挙                     | 施行日        | 選挙区       | 政党       | 得票数  | 得票率 | 得票順位 /候補者数 | 比例区 | 比例順位 /候補者数 |
| -------------------------- | ------------------------ | ------------- | ------------ | ---------- | ------- | ------ | ------------------ | ------ | ------------------ |
| 当                         | 第7回参議院議員通常選挙  | 1965年7月4日  | 広島県地方区 | 自由民主党 | 460,079 | 49.9   | 1/3                | -      | -                  |
| 当                         | 第9回参議院議員通常選挙  | 1971年6月27日 | 広島県地方区 | 自由民主党 | 449,324 | 46.5   | 1/4                | -      | -                  |
| 当                         | 第11回参議院議員通常選挙 | 1977年7月10日 | 広島県地方区 | 自由民主党 | 516,981 | 41.1   | 1/4                | -      | -                  |
| 当                         | 第13回参議院議員通常選挙 | 1983年6月26日 | 広島県選挙区 | 自由民主党 | 506,437 | 50.6   | 1/3                | -      | -                  |
| 当選回数4回（参議院議員4） |                          |               |              |            |         |        |                    |        |                    |